# Чемал (село)
Чемал (рос. Чемал) — село Чемальського району, Республіка Алтай Росії. Входить до складу Чемальського сільського поселення.
Населення — 3917 осіб (2015 рік).
Засноване 1842 року.

## Галерея

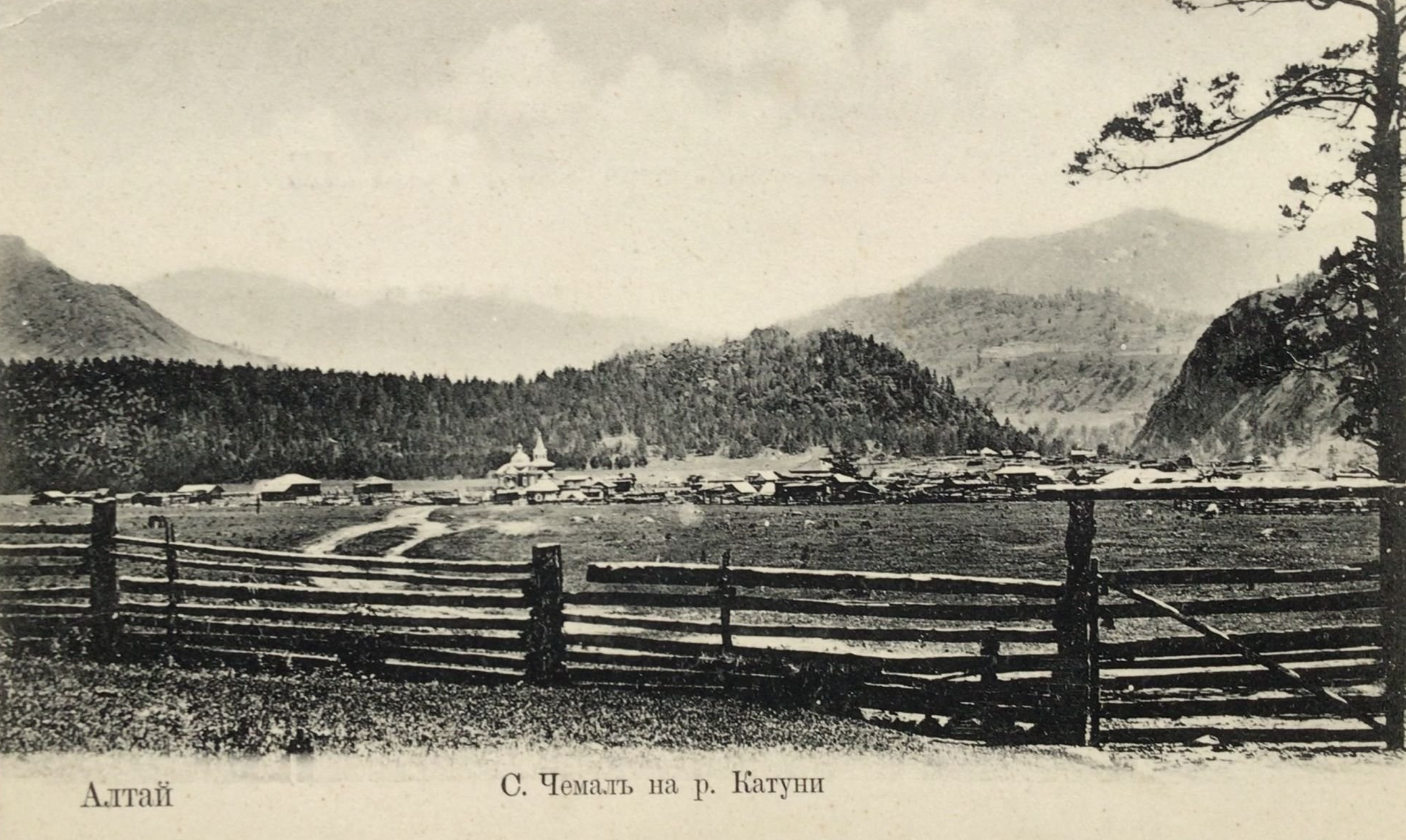
Село Чемал на початку 20-го століття
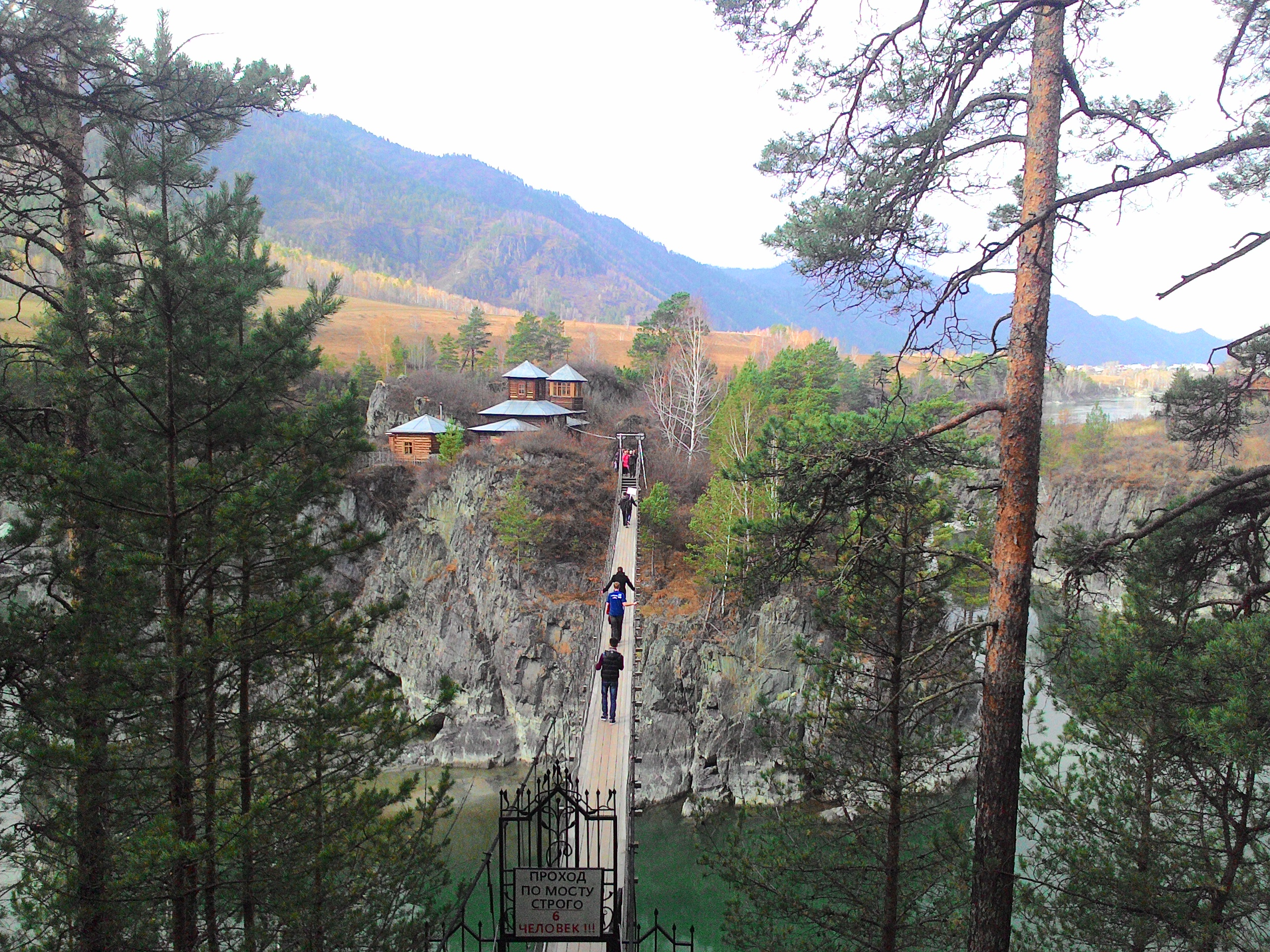
Міст на острів Патмос
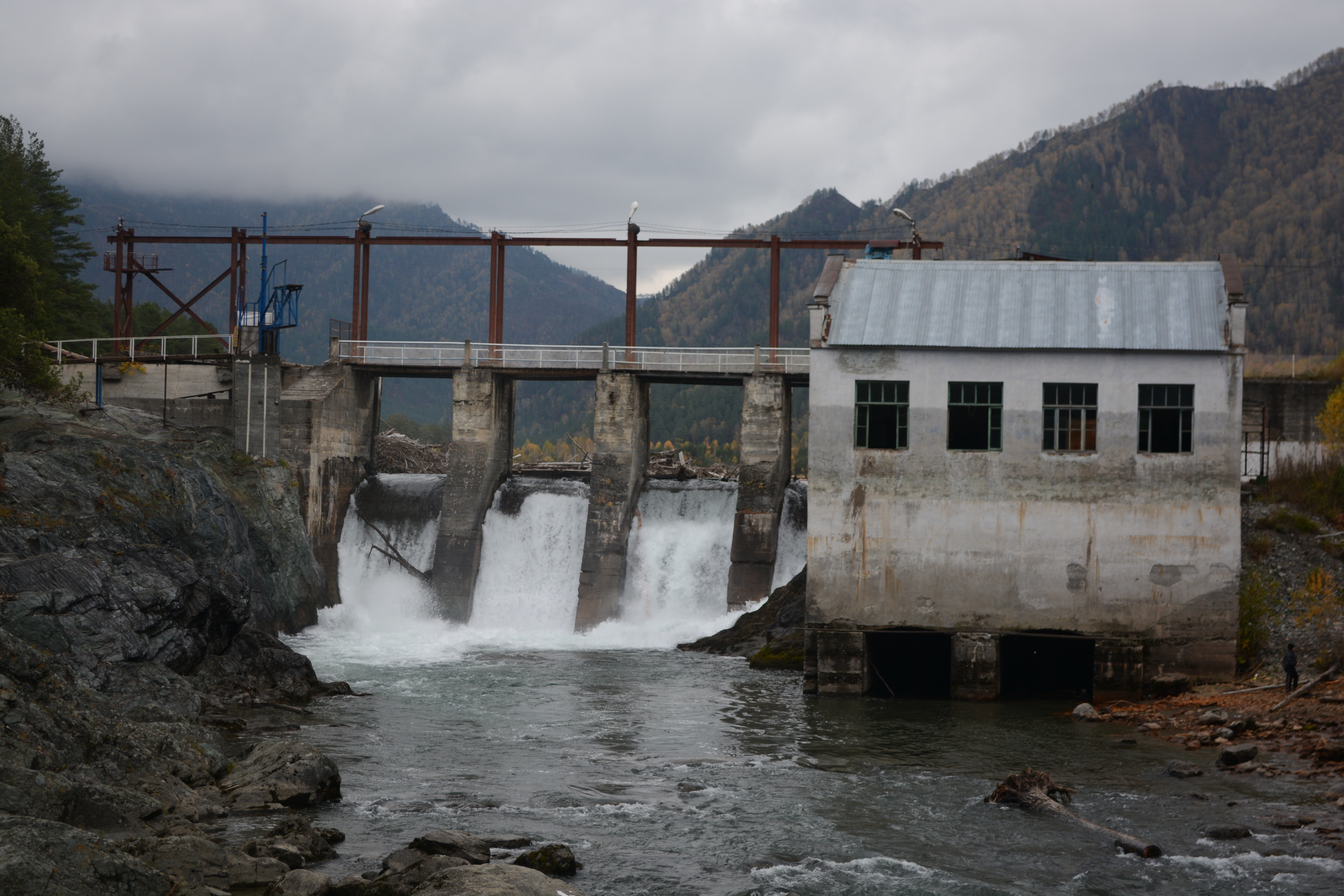
Чемальська ГЕС
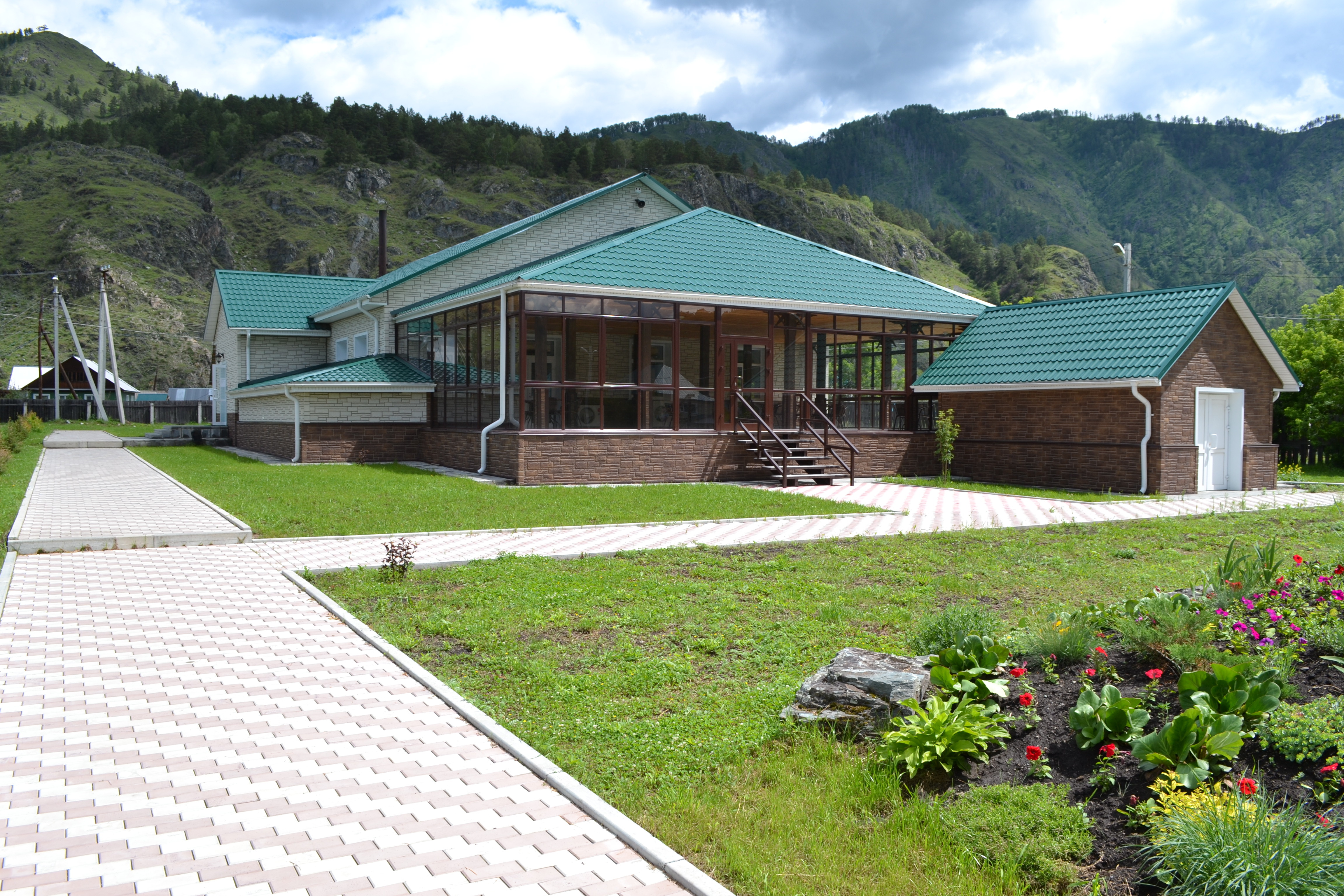
Санаторій